# Ali Karimi
Mohammad Ali Karimi Pashaki (Karaj, Irán, 8 de noviembre de 1978) es un exfutbolista iraní. Jugaba de centrocampista y su último equipo fue el Persépolis FC de la Iran Pro League.

## Selección nacional
Ha sido internacional con la selección de fútbol de Irán, con la que ha jugado 127 partidos internacionales y ha anotado 38 goles. Fue nombrado Futbolista del año en Asia en 2004.

### Participaciones en Copas del Mundo
| Mundial                        | Sede     | Resultado    |
| ------------------------------ | -------- | ------------ |
| Copa Mundial de Fútbol de 2006 | Alemania | Primera fase |

## Clubes
| Club          | País                   | Año       |
| ------------- | ---------------------- | --------- |
| Persépolis    | Irán                   | 1996-2001 |
| Al-Ahli       | Emiratos Árabes Unidos | 2001-2005 |
| Bayern Múnich | Alemania               | 2005-2007 |
| Qatar SC      | Catar                  | 2007-2008 |
| Persépolis    | Irán                   | 2008-2009 |
| Steel Azin    | Irán                   | 2009-2010 |
| Schalke 04    | Alemania               | 2011      |
| Persépolis    | Irán                   | 2011-2014 |

## Palmarés

### Como jugador

#### Torneos nacionales
| Título               | Club             | País     | Año     |
| -------------------- | ---------------- | -------- | ------- |
| Iran Pro League      | Persépolis F. C. | Irán     | 1998-99 |
| Copa Hazfi           | Persépolis F. C. | Irán     | 1998-99 |
| Iran Pro League      | Persépolis F. C. | Irán     | 1999-00 |
| Copa de los Emiratos | Shabab Al-Ahli   | EAU      | 2001-02 |
| Copa de los Emiratos | Shabab Al-Ahli   | EAU      | 2003-04 |
| Bundesliga           | Bayern de Múnich | Alemania | 2005-06 |
| Copa de Alemania     | Bayern de Múnich | Alemania | 2005-06 |
| Copa de Alemania     | Schalke 04       | Alemania | 2010-11 |
| Copa Hazfi           | Tractor Sazi     | Irán     | 2013-14 |

#### Torneos internacionales
| Título                | Equipo            | Sede    | Año  |
| --------------------- | ----------------- | ------- | ---- |
| Juegos Asiáticos      | Selección de Irán | Bangkok | 1998 |
| Campeonato de la WAFF | Selección de Irán | Amán    | 2000 |
| Copa Desafío AFC/OFC  | Selección de Irán | Teherán | 2003 |
| Campeonato de la WAFF | Selección de Irán | Teherán | 2004 |

### Distinciones individuales
| Distinción                                  | Año  |
| ------------------------------------------- | ---- |
| Máximo goleador de la Liga Árabe (14 goles) | 2004 |